# Communauté de communes du Brannais
La communauté de communes du Brannais (CCB) est un ancien établissement public de coopération intercommunale (EPCI) français, situé dans le département de la Gironde, en région Nouvelle-Aquitaine.

## Historique
La communauté de communes du Brannais a été créée par arrêté préfectoral en date du 16 décembre 2005 par le regroupement des huit communes de Branne, Cabara, Grézillac, Guillac, Jugazan, Lugaignac, Naujan-et-Postiac et Saint-Aubin-de-Branne et son siège social fixé à la mairie de Branne.
La nouvelle communauté de communes du Brannais est née le 1er janvier 2013 de la fusion de l'ancienne communauté avec la communauté de communes de l'Entre-deux-Mers Ouest (CCE2MO) composée des sept communes de Camiac-et-Saint-Denis, Daignac, Dardenac, Espiet, Nérigean, Tizac-de-Curton et Saint-Quentin-de-Baron, par entrée en vigueur d'un arrêté préfectoral en date du 27 septembre 2012.
Elle est dissoute le 31 décembre 2016 et ses communes se répartissent entre la communauté d'agglomération du Libournais et la communauté de communes Castillon-Pujols.

## Composition
La communauté de communes du Brannais était composée des 15 communes suivantes :
| Nom                    | Code Insee | Gentilé          | Superficie (km2) | Population (dernière pop. légale) | Densité (hab./km2) |
| ---------------------- | ---------- | ---------------- | ---------------- | --------------------------------- | ------------------ |
| Branne (siège)         | 33071      | Brannais         | 2,41             | 1 292 (2014)                      | 536                |
| Cabara                 | 33078      | Cabas            | 3,42             | 500 (2014)                        | 146                |
| Camiac-et-Saint-Denis  | 33086      | Camiacais        | 6,60             | 365 (2014)                        | 55                 |
| Daignac                | 33147      | Daignacais       | 5,73             | 485 (2014)                        | 85                 |
| Dardenac               | 33148      | Dardenacais      | 1,50             | 86 (2014)                         | 57                 |
| Espiet                 | 33157      | Espiétais        | 6,79             | 754 (2014)                        | 111                |
| Grézillac              | 33194      | Grézillacais     | 7,79             | 699 (2014)                        | 90                 |
| Guillac                | 33196      | Guillacois       | 3,06             | 171 (2014)                        | 56                 |
| Jugazan                | 33209      | Jugazannais      | 5,53             | 289 (2014)                        | 52                 |
| Lugaignac              | 33257      | Lugaignacais     | 3,66             | 445 (2014)                        | 122                |
| Naujan-et-Postiac      | 33301      | Naujanais        | 11,10            | 553 (2014)                        | 50                 |
| Nérigean               | 33303      | Nérigeanais      | 9,98             | 839 (2014)                        | 84                 |
| Saint-Aubin-de-Branne  | 33375      | Saint-Aubinois   | 5,52             | 353 (2014)                        | 64                 |
| Saint-Quentin-de-Baron | 33466      | Saint-Quentinais | 8,69             | 2 228 (2014)                      | 256                |
| Tizac-de-Curton        | 33531      | Tizacais         | 3,97             | 306 (2014)                        | 77                 |

## Démographie
| 2011  | 2012  | 2013  |
| ----- | ----- | ----- |
| 8 966 | 9 048 | 9 208 |

## Politique et administration
L'administration de l'intercommunalité repose, à compter du renouvellement général des conseils municipaux de mars 2014, sur 26 délégués titulaires, à raison d'un délégué par commune membre, sauf Saint-Quentin-de-Baron qui en dispose de six, Branne de quatre et Nérigean, Espiet et Grézillac de deux chacune.
| Période    | Période          | Identité            | Étiquette | Qualité                                                                         |
| ---------- | ---------------- | ------------------- | --------- | ------------------------------------------------------------------------------- |
| 2008       | avril 2014       | François Falgueyret | UMP       | Maire de Jugazan (2001-)                                                        |
| avril 2014 | 31 décembre 2016 | Jean-Luc Lamaison   |           | Maire de Nérigean (2008-), ancien président de la CC de l'Entre-deux-Mers Ouest |

Le président est assisté de 5 vice-présidents :
- Marie-Christine Faure, maire de Branne, chargée du service enfance/jeunesse et du service à la personne,
- Jean-Christophe Bricard, maire de Saint-Quentin-de-Baron, chargé de la culture,
- Bernard Piot, maire d'Espiet, chargé du tourisme,
- Pascal Labro, maire de Saint-Aubin-de-Branne, chargé de l'aménagement du territoire et du développement durable,
- Claude Nompeix, maire de Grézillac, chargé de l'économie.

## Compétences
- Développement économique
  - zones d'activité
  - économie touristique
- Aménagement du territoire
  - zone d'activités de Peyrutic
  - marché de Branne
- Protection de l'environnement
- Services à la population
  - enfance et jeunesse
  - personnes âgées
  - aménagement numérique du territoire